# Lakeisnevankangas
Lakeisnevankangas este o arie protejată (arie specială de conservare — SAC, sit de importanță comunitară — SCI) din Finlanda întinsă pe o suprafață de 23 ha, integral pe uscat.

## Localizare
Centrul sitului Lakeisnevankangas este situat la coordonatele 62°20′58″N 23°56′07″E / 62.3494°N 23.9353°E.

## Înființare
Situl Lakeisnevankangas a fost declarat sit de importanță comunitară în august 1998 pentru a proteja un număr necunoscut de specii din flora spontană și fauna sălbatică aflate în arealul zonei. Situl a fost protejat și ca arie specială de conservare în aprilie 2015.

## Biodiversitate
Situată în ecoregiunea boreală, aria protejată conține 2 habitate naturale: Taiga vestică, Mlaștini împădurite.
La baza desemnării sitului se află un număr nedeclarat de specii protejate.
Pe lângă speciile protejate, pe teritoriul sitului au mai fost identificate 1 specie de păsări, 2 specii de nevertebrate, 1 specie de pești.